# Ранцево (станция)
Ра́нцево — железнодорожная станция, расположенная на линии Торжок — Кувшиново — Соблаго (в 17 километрах от Кувшиново) в посёлке сельского типа Ранцево и относящаяся к Московскому региону Октябрьской железной дороги.
Наряду со станцией Скакулино, на станции Ранцево продолжает действовать уникальная система управления движения поездов: для подачи сигналов поездами используются настоящие семафоры, а разрешением на отправление поезда служит металлический жезл, выдаваемый машинисту при помощи электромеханической системы.
Пассажирское сообщение по станции представлено пассажирским поездом Кувшиново-Осташков, который курсирует два раза в неделю, по понедельникам и пятницам.